# Bateau de pierre

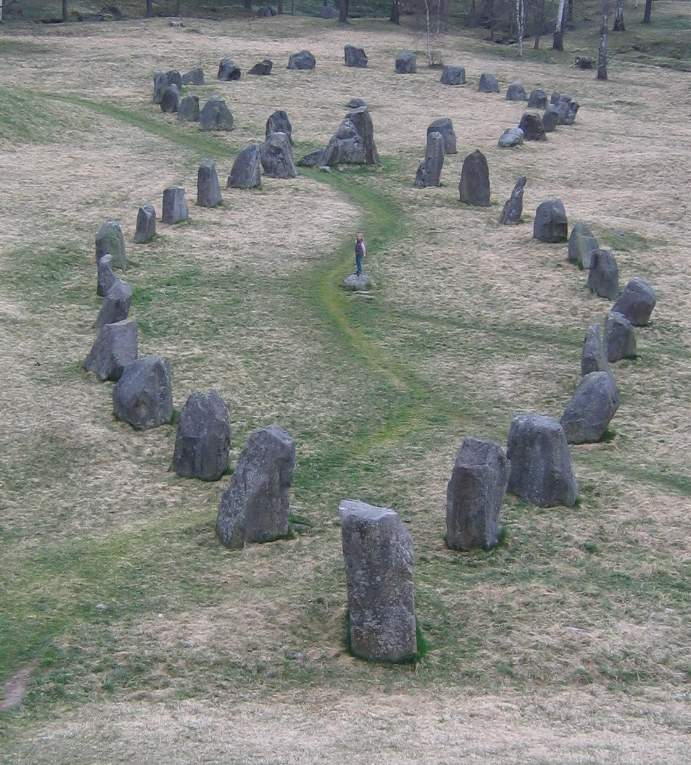
Deux bateaux de pierre l'un derrière l'autre sur le site d'Anundshög près de Västerås, en Suède.

Le bateau de pierre (Schiffssetzung en allemand, skibssætning en danois, skeppssättning en suédois) est un type de monument mégalithique qui marque l'emplacement d'une urne funéraire ou d'une crémation. Cette coutume funéraire est localisée principalement en Scandinavie et autour de la mer Baltique.

## Description
La plupart des bateaux de pierre sont composés d'alignements de menhirs fabriqués à partir de bloc erratiques, organisés pour représenter la forme d'une coque de navire, principalement orientée nord-sud. Les menhirs les plus petits sont situés au milieu de la structure tandis que ceux de la poupe et la proue peuvent atteindre jusqu'à 4 m de haut. La composition des pierres peut varier : certains bateaux du Bornholm sont constitués de dalles plates ; le cimetière de Domarlunden près de Läbro, au Gotland, est formé de dalles de calcaires. Quelques bateaux danois possèdent une pierre runique à la proue.
La taille des bateaux de pierre varie. En Suède, ils peuvent aller de 67 m de long (mégalithes de Ale) à seulement quelques mètres.
L'intérieur des bateaux peut être vide, pavé ou rempli de pierres. Certains possèdent des menhirs figurant les mâts.

## Localisation
Les bateaux de pierre sont principalement situés autour de la mer Baltique. On en trouve de façon dispersée en Allemagne, en Finlande (dans les îles Åland), en Norvège, aux pays baltes et en Russie. Ils sont particulièrement nombreux au Danemark et en Suède : la province suédoise de Småland en compte environ une centaine. L'île suédoise du Gotland en abrite plus de 350 ; l'île danoise du Bornholm, une cinquantaine.

## Datation
Les bateaux les plus anciens datent de l'âge du bronze danois, entre 1000 et 500 av. J.-C. (par exemple au Gotland) ou de l'âge du fer germanique, mais également de l'âge de Vendel ou de l'âge des Vikings (par exemple en Blekinge et Scanie).

## Quelques exemples

### Allemagne
- Altes Lager Menzlin près d'Anklam, Poméranie occidentale (IXe siècle).

### Danemark
- Bække (45 m de long, âge des Viking) ;
- Jelling (354 m de long, le plus grand bateau de pierre découvert ; âge des Vikings) ;
- Fjord de Kerteminde (20 m de long, âge des Vikings) ;
- Lejre (80 m de long, 27 menhirs, âge des Vikings) ;
- Lindholm Høje près d'Aalborg.

### Suède
- Mégalithes de Ale, sud de la Scanie (67 m de long et 19 m de large) ;
- Mégalithes d'Askeberga (55 m de long) ;
- Anundshög : double bateau de pierre, d'une longueur totale de 100 m ; l'un des deux bateaux est large de 25 m. La région possède plusieurs autres bateaux de pierre plus petits.
- Gettlinge, Öland ;
- Hulterstad, Öland (la région concentre 170 sites funéraires) ;
- Mégalithes de Blomsholm ; le bateau de pierre de Blomsholm, près de Strömstad, dans le Bohuslän, mesure plus de 40 m de long et est constitué de 49 menhirs. La poupe et la proue mesurent 4 m de haut.
- Tombe de Tjelvar, Gotland (750 av. J.-C.).